# دومينيك لين
دومينيك لين (بالصينية: 林嘉華) (و. 1957 – م) هو ممثل، وممثل أفلام، ولد في هونغ كونغ.